# Hakmossor
Hakmossor (Rhytidiadelphus) är ett släkte inom familjen Hylocomiaceae bland de egentliga bladmossorna.

## Arter (urval)
- Gräshakmossa (Rhytidiadelphus squarrosus)
- Kranshakmossa (Rhytidiadelphus triquetrus)
- Skogshakmossa (Rhytidiadelphus subpinnatus)
- Västlig hakmossa (Rhytidiadelphus loreus)